# Alexander Méndoza
Alexander Enrique Méndoza Rodas (sinh ngày 4 tháng 6 năm 1990 ở San Salvador, El Salvador) là một cầu thủ bóng đá người El Salvador. Hiện tại anh thi đấu cho Santa Tecla ở Salvadoran Premier League.